# Marcel Edmond Naegelen

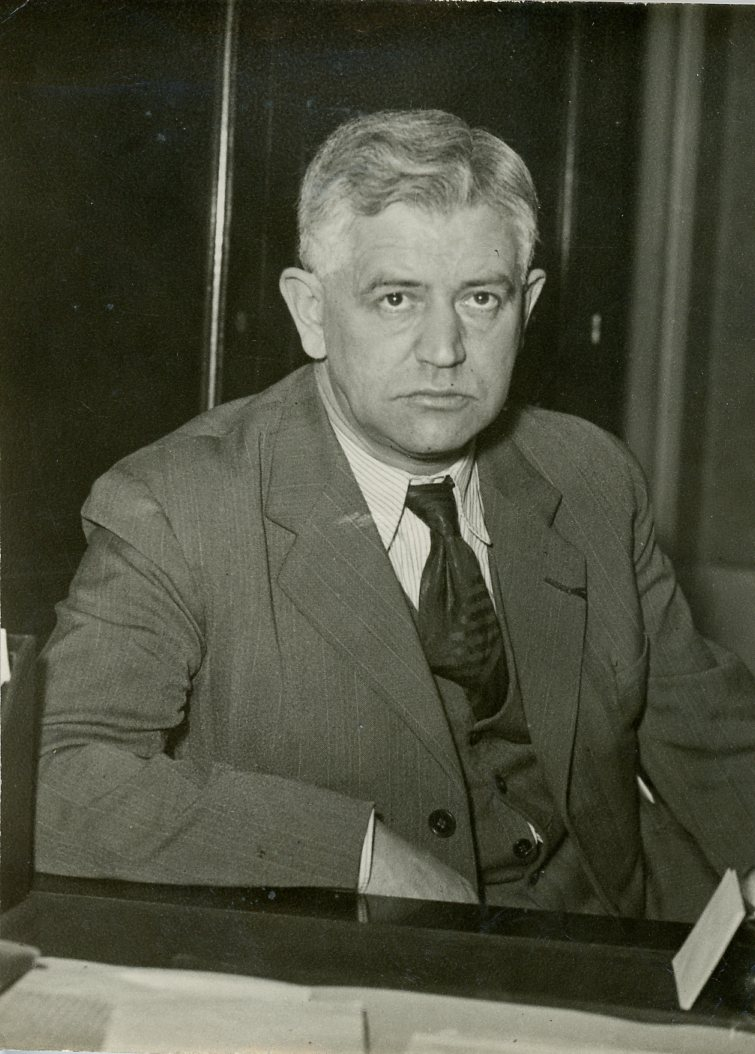
Marcel Edmond Naegelen omstreeks 1948

Marcel-Edmond Naegelen (Belfort, 17 januari 1892 - Parijs, 15 april 1978) was een Frans socialistisch politicus. Hij wa minister van Onderwijs van 1946 tot 1948.

## Achtergrond, opleiding en vroege carrière
Marcel-Edmond Naegelen was de zoon van een bakker die zich als gevolg van de annexatie van de Elzas in 1871 door Duitsland in Belfort vestigde. Marcel-Edmond Naegelen volgde onderwijs aan het Lyceum van Belfort en studeerde aan het prestigieuze École Normale Supérieure de Saint-Cloud. Vóór de Eerste Wereldoorlog sloot hij zich aan bij de Section Française de l'Internationale Ouvrière (SFIO, Franse Sectie van de Arbeiders Internationale) en werd een strijdbaar patriot en socialist. Tijdens de Eerste Wereldoorlog onderscheidde hij zich als militair.
Marcel-Edmond Naegelen werd na de Eerste Wereldoorlog hoogleraar aan de lerarenopleiding (École Normale d'Instuteurs) te Straatsburg.

## Politieke carrière
Marcel-Edmond Naegelen werd in 1925 lid van de gemeenteraad van Straatsburg (tot 1940), van 1925 tot 1929 en van 1935 tot 1940 was hij burgemeester van Straatsburg. In 1937 werd hij conseiller général (lid van de Generale Raad) van het departement Bas-Rhin. Hij slaagde er niet in om in de Kamer van Afgevaardigden (Chambre des Députés) te worden gekozen.
In 1940 leidde hij de evacuatie van de bevolking van Straatsburg naar Dordogne en als gevolg van de annexatie van Elzas-Lotharingen door nazi-Duitsland, werd Naegelen van zijn post van burgemeester van Straatsburg ontheven. Hierna trad Naegelen toe tot de verzetsgroep Combat ("Strijd"). In 1944, na de Bevrijding van Frankrijk, werd hij benoemd tot president van de Hoge Raad en opnieuw burgemeester van Straatsburg. Bij de parlementsverkiezingen van 1945 werd hij voor het departement Bas-Rhin in het Voorlopige Parlement gekozen.
Van 1944 tot 1947 was hij lid van het hoofdbestuur van SFIO.

### Minister
Op 26 januari 1946 werd Naegelen benoemd tot minister van Onderwijs. Hij reorganiseerde de Hoge Raad voor Nationaal Onderwijs (Conseil Supérieur de l'Éducation Nationale) en de Comédie-Française. Hij was groot voorstander van het openbaar onderwijs.

### Gouverneur-generaal van Algerije
Op 11 februari 1948 werd Naegelen gouverneur-generaal van Algerije benoemd. Hij arriveerde op 25 februari 1948 in Algiers, de hoofdstad van het Franse overzeese gebiedsdeel. De benoeming was redelijk verrassend, daar Naegelen weinig kennis van zaken had betreffende Algerije. Naegelen probeerde de kolonisten (colons) en de Algerijnse nationalisten - die naar een onafhankelijk Algerije streefden - tevergeefs met elkaar te verzoenen. In 1948 werd hij voor het eerst geconfronteerd met oneerlijk verlopen verkiezingen: Franse kolonisten vervalsten de uitslagen. Naegelen stond machteloos en was niet in staat om de corruptie in het overzeese gebiedsdeel aan te pakken.
In 1949 verzond hij een rondschrijven aan hoge politiefunctionarissen waarin hij hen herinnerde dat marteling was verboden. De politiefunctionarissen reageerden boos en de samenwerking tussen Naegelen en de politie verliep sindsdien stroef. Toen de verkiezingen van 1951 in Algerije opnieuw frauduleus verlipen, bood Naegelen zijn ontslag aan. 
Terug in Frankrijk werd hij in 1951 voor het departement Basses-Alpes in de Nationale Vergadering (Frankrijk), (Assemblée Nationale) gekozen (tot 1958).

### Presidentskandidaat
Marcel-Edmond Naegelen was voor de presidentsverkiezingen van 1953 presidentskandidaat. Hij werd in de dertiende (!) ronde verslagen door René Coty (CNIP). Naegelen kreeg 329 (37,77%) stemmen, Coty 477 (54,76%). De derde belangrijke kandidaat Louis Jacquinot (CNIP) kreeg maar 21 stemmen (2,41%).
In 1954 wees hij het hem aangeboden resident-generaalschap van Marokko (d.i. gouverneurschap) af. In 1956, ten tijde van de Algerijnse Onafhankelijkheidsoorlog, sprak hij zich uit ten gunste van een "Frans Algerije" (Algérie Française), maar in 1957 wijzigde hij zijn standpunt en bepleitte hij onderhandelingen met de Algerijnse nationalisten van het Front de Libération Nationale (FLN, Nationaal Bevrijdingsfront).
Bij de parlementsverkiezingen van 1958 werd Naegelen niet herkozen en trok hij zich uit de politiek terug.
Marcel-Edmond Naegelen, een lid van de Académie des Sciences Coloniales (Academie van Koloniale Wetenschappen), overleed op 86-jarige leeftijd, op 15 april 1978 in Parijs.

## Ministersposten
- Minister van Onderwijs (26 januari 1946 - 12 december 1948)

## Onderscheidingen
- Croix de Guerre 1914-1918 (Oorlogskruis 1914-1918)
- Medaille militaire (Militaire Medaille)
- Legioen van Eer, (Frankrijk)
- Croix de Guerre 1939-1945 (Oorlogskruis 1939-1945)
- Verzetsmedaille, (Frankrijk)

## Werken
- Mission en Algérie d'un gouvernement
- L'attente sous les armes
- Une route plus large que longue
- L'hexagonie, essai fantaisiste d'histoire contemporaine
- La France d'outre-mer, sa situation actuelle
- Histoire et figures d'Alsace
- Tito
- La Révolution assassinée Hongrie OCT.-NOV. 1956

## Verwijzingen
1. 1 2  Marcel-Edmond Naegelen (1990). Gearchiveerd op 19 april 2023.